# Верхний Багряж
Верхний Багряж (Югары Багряж) — село в Заинском районе Республики Татарстан. Входит в состав муниципального образования сельское поселение Багряжское. Село расположено в верховьях р. Багряжки — правом притоке р. Лесной Зай (Ирня).

## История
В XVIII—XIX вв. у села было двойное название Чувай-Багряш, так как деревня состояла из двух расположенных рядом деревень, которые позднее соединились двумя улицами.
В 1926 г. Верхний Багряж посетила этнографическая экспедиция института языка, литературы и истории Казанского филиала АН СССР во главе с этнографом, профессором Н.И. Воробьёвым. В 1927 г. ученый писал, что старокряшены Верхнего Багряжа не знают, когда они сюда пришли и при каких обстоятельствах ими было принято христианство. Учитывая исторические факты, село было основано на рубеже XVII—XVIII вв. после сооружения Закамской засечной черты (1652—1656 гг.).
Верхний Багряж упоминается в документах, которое относятся к времени пугачёвского движения (1773—1775 гг.).
С 1908 года некоторые жители, наряду с жителями деревень Средний Багряж, Сарсаз-Багряж, Ашит, Пуст-Ашит, Кадырово и Пенячи, переселились во вновь образованную деревню Поповка (Заинский район).
С фронтов Великой Отечественной войны (1941—1945 гг.) не вернулось 177 жителей села.

## Население
По X ревизии 1858 года жители с. В. Багряж относились к разряду государственных крестьян и состояло из 390 душ обоего пола. На 01.01.1993 г. в селе проживало 243 чел. (кряшены), количество дворов — 76. Основное занятие населения: земледелие, скотоводство, пчеловодство, кустарные промыслы.
По состоянию на 01.01.2012 г. численность населения — 231 чел. в 73 хозяйствах.

## Троицкая церковь
В деревне Верхний Багряж имеется Троицкая церковь. Это однопрестольный деревянный храм построен в 1887—1889 гг. (приход существовал с начала XVIII в.) на средства елабужского купца Ивана Григорьевича Стахеева по проекту уфимского епархиального архитектора Александра Владимировича Перкица. Освящен вторично 5 марта 1897 г. После пожара, произошедшего в здании храма 16 июня 1896 г. трижды перестраивалась. Церковь построена в традиционной продольно-осевой композиции, в стиле ампир. От колокольни сохранились два нижних яруса. Священниками в храме служили: в 1883—1890 гг. Евфимий Дмитриевич Фелицин (ум. 1890); в 1890—1910 гг. Алексей Котлов (ум. 1910); в 1910—1917 гг. Павел Минеев. Приход церкви состоял из татар-кряшен, русских, чуваш и мордвы. Небольшой храм традиционной планировки с двухъярусной колокольней, в стиле эклектики русского направления. В 1893—1917 гг. в храме служил священник, позже протоиерей Павел Абрамович Сельский. Церковь была закрыта в 1931 г.

## Известные люди
- Гилязов, Аяз Мирсаидович (тат. Аяз Гыйләҗев; 1928—2002) — татарский советский и российский писатель[2].
- Симашев, Фёдор Петрович (1945—1997) — советский лыжник, олимпийский чемпион (1972), чемпион мира[3].
- Васильев, Владимир Михайлович (род. 1978) — оперный певец и педагог, Заслуженный артист Республики Татарстан, солист ТГАТОиБ им. М. Джалиля (с 2006) и ТГФ им. Г. Тукая (с 2004)[4]. Прапрапрабабушка Владимира Васильева, Шигаева Марфа (1825), родилась в д. Верхний Багряж.